# Chuniella agassizii
Chuniella agassizii är en djurart som tillhör fylumet slemmaskar, och som först beskrevs av Heinrich Bürger 1909.  Chuniella agassizii ingår i släktet Chuniella och familjen Chuniellidae. Inga underarter finns listade i Catalogue of Life.